# Syzeuctus balius
Syzeuctus balius är en stekelart som beskrevs av Henry Keith Townes, Jr. 1978. Syzeuctus balius ingår i släktet Syzeuctus och familjen brokparasitsteklar. Inga underarter finns listade i Catalogue of Life.